# Наньган
Район Наньган (кит.: 南港區) — район в столиці та місті центрального підпорядкування Республіки Китай Тайбеї.
Назва району в перекладі означає «Південний берег».

## Географія
Площа району Наньган на 10 вересня 2017 становила близько 21,8424 км².

## Населення
Населення району Наньган на 15 серпня 2006 становило близько 112 743 осіб. Густота населення становила 5161,7 осіб/км².